# او-۱۵۶ (کریگس‌مارینه)
او-۱۵۶ (به آلمانی: U 156) یک او-بوت گونه ۹سی بود که ساخت آن سال ۱۹۴۱ تکمیل شد و در جریان جنگ جهانی دوم در کریگس‌مارینه خدمت کرد.

## تاریخچه عملیاتی
پس از آغاز کارزار حمله به تأسیسات پالایشگاهی متفقین در دریای کارائیب موسوم به «عملیات نوی‌لانت»، او-۱۵۶ به فرماندهی ناوسروان ورنر هارتنشتاین نخستین ضربه را وارد آورد. او-۱۵۶ روز ۱۳ فوریه سال ۱۹۴۲ به آروبا رسید. هارتنشتاین دو روز را صرف ارزیابی شرایط در ساحل جزیره کرد و متوجه شد تمهیدات خاصی در برابر حمله در آن وجود ندارد. او-بوت بامداد روز ۱۶ فوریه در نزدیکی پالایشگاه لاگو در سان نیکولاس بر روی آب آمد. دو کشتی تانکر هر دو با پرچم بریتانیا در لنگرگاه بودند. او-۱۵۶ جلوتر رفت و با اژدر پدرنالِس، کشتی ۴۳۱۷ تنی را مورد اصابت قرار داد. کشتی آتش گرفت و هشت تن از خدمه آن کشته شدند. اورانیِستاد، کشتی ۲۳۹۶ تنی با مشاهده این اتفاق اقدام به گریز از بندرگاه کرد؛ البته پیش از آن که بتواند چنین کند او-۱۵۶ با اژدر دیگری آن را نیز هدف قرار داد که به مرگ ۱۵ تن از خدمه منجر شد. انفجار دو تانکر آتش بزرگی ایجاد و آسمان نیمه‌تاریک را روشن کرد. وزش باد باعث پخش‌شدن آتش در ناحیه وسیعی شد. او-۱۵۶ سرخوش از این موفق به داخل بندرگاه رخنه بیشتری کرد و اژدری هم به تانکر ۶٬۴۵۲ تنی آمریکایی آرکانزاس زد. به هر صورت آرکانزاس در این زمان خالی بود. تلفاتی به بار نیامد و کشتی شناور باقی ماند. بدون مواجهه با هیچ اقدام تلافی‌جویانه از طرف مقابل، هارتنشتاین به توپچی‌های خود دستور داد با توپ ۱۰۵ م‌م روی عرشه پالایشگاه ساحلی را بکوبند. این‌جا بود که خدمه توپ فراموش کردند پیش از شلیک درپوش دهانه توپ را بردارند. نخستین شلیک لوله توپ را منهدم کرد و هاینریش بوسینگر، یکی از خدمه توپ را به کشتن داد و دیتریش فون دِم بورنه، افسر توپخانه را به شدت زخمی کرد. خدمه او-بوت سعی کردند در عوض توپ ۳۷ م‌م ضدهوایی را به‌کارگیرند که البته گلوله‌های کوچک آن تأثیر چندانی بر هدف نداشت. پس از شلیک شانزده گلوله، او-۱۵۶ اژدر دیگری به آرکانزاس زد و بندرگاه را ترک کرد. هارتنشتاین پس از دور شدن از ساحل، شرایط توپ روی عرشه را بررسی کرد. مشخص شد اگر قسمتی از سر لوله بریده شود همچنان امکان استفاده محدود از توپ وجود دارد.